# OffsideOpen

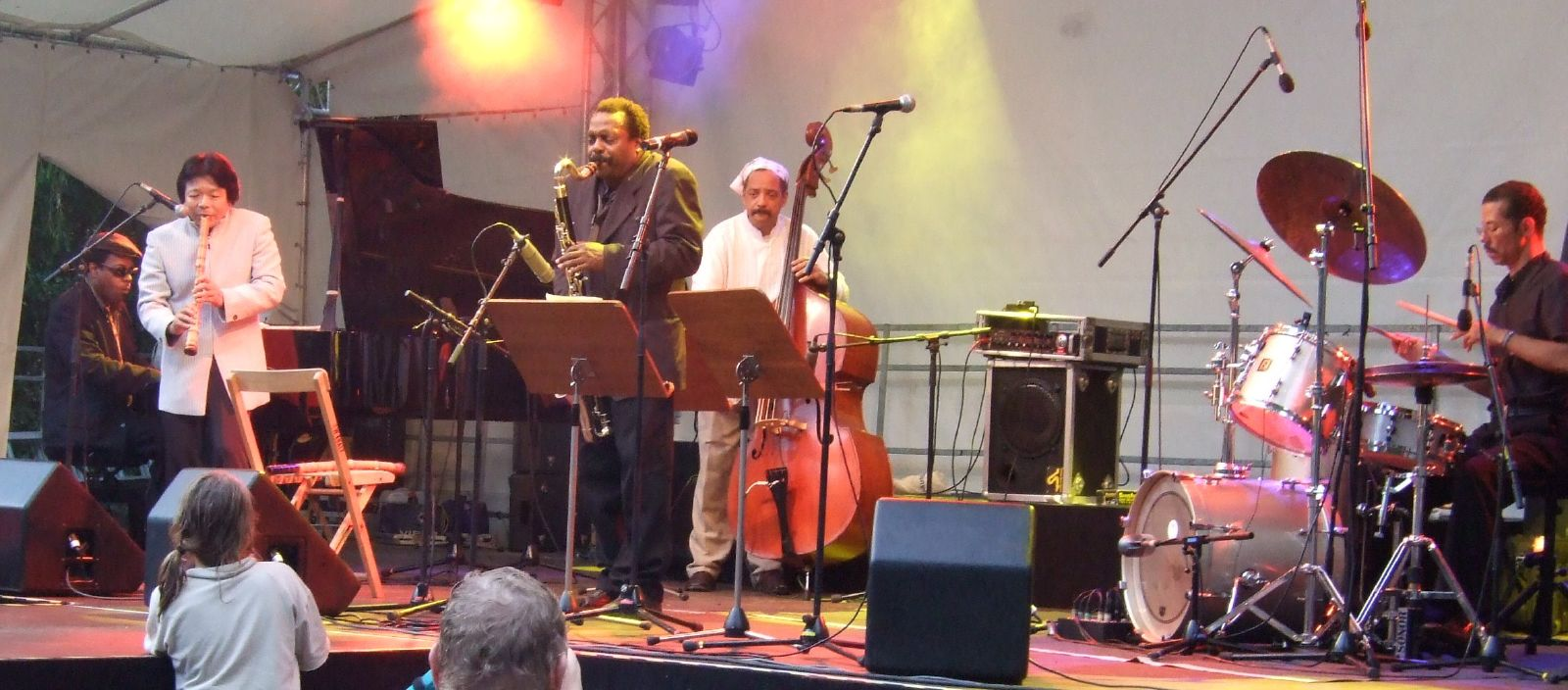
David Murray (Mitte links), Jaribu Shahid (Mitte), Marc Johnston (rechts) und Akikazu Nakamura (links) bei OffsideOpen 2007

Das OffsideOpen International New Music Festival Gelderland oder auch Offside Festival war ein Jazzfestival im deutsch-niederländischen Grenzgebiet. Es wurde 2007 von Burkhard Hennen gegründet und fand ein zweites Mal 2008 statt.
Das dreitägige Festival im August wurde von den Städten Geldern, Straelen und der niederländischen Gemeinde Arcen organisatorisch unterstützt. Die Finanzierung des Festivals erfolgte durch Spenden privater Sponsoren. Burkhard Hennen, Gründer und von 1972 bis 2005 künstlerischer Leiter des Moers Festivals, verwirklichte damit seine Vision von einem Festival aus einem Guss, einem ganzheitlich übergreifenden Konzept. So etwa wurde – anstelle von professionellen Fastfood-Standbetreibern wie in Moers durch die Stadt geschehen – niederrheinische Küche von ehrenamtlichen Helfern angeboten, den Auszubildenden der Integra gGmbH. Die rund 200 Helfer sorgten auch für die Infrastruktur und Logistik, so dass Hennen von allen Angeboten sich für diese Festival-Initiative entschied, da ihm dieses Angebot am sympathischsten war.
Vom 17. bis 19. August 2007 fand das Festival bei Geldern auf insgesamt drei Bühnen statt. Mehr als 200 internationale Musiker traten in Geldern und rund um das Festival grenzüberschreitend auf. Eine besondere Attraktion war das etwa 40-köpfige Shibuza Shirazu Orchestra aus Japan, das Hennen 1997 in Yokohama entdeckt hatte. Das Ensemble machte das OffsideOpen-Festival zum Auftakt seiner Europatour. Doch zunächst blieb das Orchester fünf Tage in der Gegend und trat in Konzerten einschließlich der Schulaula auf.

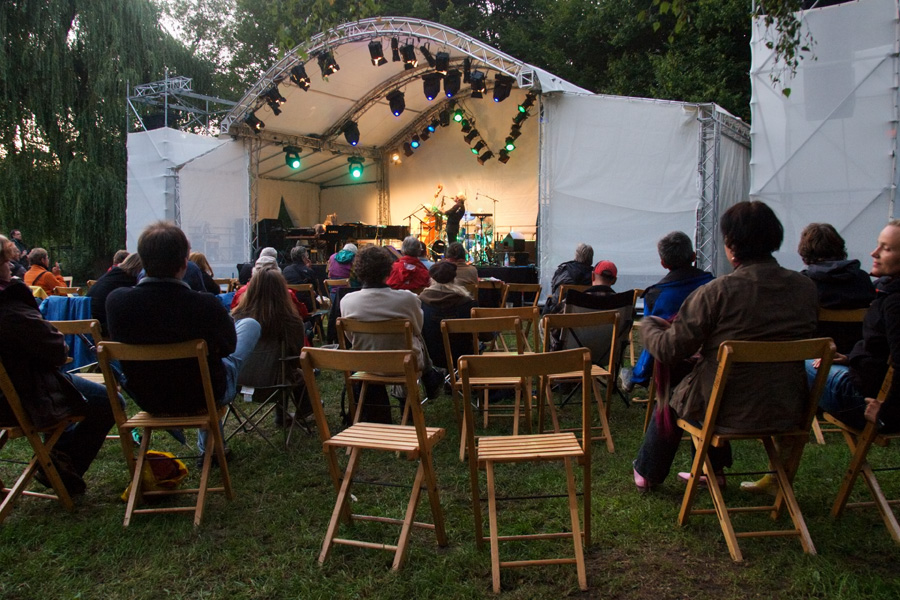
Offside Festival 2008
Mars Williams Quartet

Hennen plädierte wegen einer Finanzierungslücke, das nächste Festival später stattfinden zu lassen. Doch die anderen Organisatoren bevorzugten einen alljährlichen Turnus. Daraufhin trat Hennen als künstlerischer Leiter im Juli 2008 zurück und der Festivalname änderte sich wegen Hennens Namensrecht von OffsideOpen zu Offside. Offside 2008 fand vom 22. bis 24. August 2008 am Holländer See statt mit Gunter Hampel, Klaus Doldinger, Jazzkantine und Mars Williams und weiteren Musikern. Die künstlerische Leitung hatte 2008 Rainer Hanssen. Zu einer weiteren Auflage des Festivals kam es nicht, da zu viele Sponsoren absprangen.